# روسیه بزرگ
روسیه بزرگ یا روس بزرگ (روسی: Великая Русь، Великороссия، Великая Россия)، نامی است که در گذشته به سرزمین‌های «روسیه اصلی»، سرزمین‌هایی که هسته دوک‌نشین بزرگ مسکو و سپس روسیه را شکل می‌دادند گفته می‌شد. این سرزمین محل زندگی بومی مردم روس بود. این نام از واژه یونانی Μεγάλη Ῥωσ(σ)ία آمده که توسط بیزانسی‌ها برای بخش‌های شمالی روس به کار گرفته می‌شد.